# Wensleydale Valley
Das Wensleydale Valley ist ein breites Tal auf Deception Island im Archipel der Südlichen Shetlandinseln. Es liegt nördlich des Wensleydale Beacon zwischen der Landspitze Punta Wensley und dem Laguna Hill.
Der britische Geologe Donald Durston Hawkes (* 1934) nahm 1961 eine geologische Kartierung des Tals vor. Polnische Wissenschaftler benannten es 1999 in Anlehnung an die Benennung des benachbarten Wensleydale Beacon.